# WTA Oeiras
Das WTA-Turnier von Oeiras (offiziell Portugal Open, ehemals Estoril Open) ist ein portugiesisches Damen-Tennisturnier.
Das Sandplatzturnier wird seit 1998 in Oeiras ausgetragen. Im Jahr darauf wurde es Teil der WTA Tour. Bereits seit 1990 findet am selben Ort im Rahmen der ATP World Tour ein Herrenturnier statt, das bis 2012 ebenfalls unter dem Turniernamen Estoril Open bekannt war und seit 1998 parallel zur Damenveranstaltung ausgetragen wird. Beide Turniere gelten als Vorbereitungsveranstaltung auf die French Open.
2006 kam es mit dem Endspiel der Estoril Open zwischen Jie Zheng und Li Na zum ersten rein chinesischen Finale auf der Tour.

## Siegerliste

### Einzel
| Jahr                                                    | Siegerin                     | Finalgegnerin          | Ergebnis          |
| ------------------------------------------------------- | ---------------------------- | ---------------------- | ----------------- |
| ↓ Kategorie: Tier V ↓                                   |                              |                        |                   |
| 1989                                                    | Isabel Cueto                 | Sandra Cecchini        | 7:6, 6:2          |
| 1990                                                    | Federica Bonsignori          | Laura Garrone          | 2:6, 6:3, 6:3     |
| 1991–1998 hat in Oeiras kein WTA-Turnier stattgefunden! |                              |                        |                   |
| ↓ Kategorie: Tier IV ↓                                  |                              |                        |                   |
| 1999                                                    | Katarina Srebotnik           | Rita Kuti-Kis          | 6:3, 6:1          |
| 2000                                                    | Anke Huber                   | Nathalie Dechy         | 6:2, 1:6, 7:5     |
| 2001                                                    | Ángeles Montolio             | Jelena Bowina          | 3:6, 6:3, 6:2     |
| 2002                                                    | Magüi Serna                  | Anca Barna             | 6:4, 6:2          |
| 2003                                                    | Magüi Serna (2)              | Julia Schruff          | 6:4, 6:1          |
| 2004                                                    | Émilie Loit                  | Iveta Benešová         | 7:5, 7:6          |
| 2005                                                    | Lucie Šafářová               | Li Na                  | 6:7, 6:4, 6:3     |
| 2006                                                    | Jie Zheng                    | Li Na                  | 6:7, 7:5, Aufgabe |
| 2007                                                    | Gréta Arn                    | Wiktoryja Asaranka     | 2:6, 6:1, 7:6     |
| 2008                                                    | Marija Kirilenko             | Iveta Benešová         | 6:4, 6:2          |
| ↓ Kategorie: International ↓                            |                              |                        |                   |
| 2009                                                    | Yanina Wickmayer             | Jekaterina Makarowa    | 7:5, 6:2          |
| 2010                                                    | Anastasija Sevastova         | Arantxa Parra Santonja | 6:2, 7:5          |
| 2011                                                    | Anabel Medina Garrigues      | Kristina Barrois       | 6:1, 6:2          |
| 2012                                                    | Kaia Kanepi                  | Carla Suárez Navarro   | 3:6, 7:66, 6:4    |
| 2013                                                    | Anastassija Pawljutschenkowa | Carla Suárez Navarro   | 7:5, 6:2          |
| 2014                                                    | Carla Suárez Navarro         | Swetlana Kusnezowa     | 6:4, 3:6, 6:4     |

### Doppel
| Jahr                                                    | Siegerinnen                               | Finalgegnerinnen                              | Ergebnis         |
| ------------------------------------------------------- | ----------------------------------------- | --------------------------------------------- | ---------------- |
| ↓ Kategorie: Tier V ↓                                   |                                           |                                               |                  |
| 1989                                                    | Iva Budařová Regina Rajchrtová            | Gabriela Castro Conchita Martínez             | 6:2, 6:4         |
| 1990                                                    | Sandra Cecchini Patricia Tarabini         | Carin Bakkum Nicole Jagerman                  | 1:6, 6:2, 6:3    |
| 1991–1998 hat in Oeiras kein WTA-Turnier stattgefunden! |                                           |                                               |                  |
| ↓ Kategorie: Tier IV ↓                                  |                                           |                                               |                  |
| 1999                                                    | Alicia Ortuno Cristina Torrens Valero     | Rita Kuti-Kis Anna Földényi                   | 7:6, 3:6, 6:3    |
| 2000                                                    | Tina Križan Katarina Srebotnik            | Amanda Hopmans Cristina Torrens Valero        | 6:0, 7:6         |
| 2001                                                    | Květa Hrdličková Barbara Rittner          | Tina Križan Katarina Srebotnik                | 3:6, 7:5, 6:1    |
| 2002                                                    | Jelena Bowina Zsófia Gubacsi              | Barbara Rittner Maria Vento-Kabchi            | 6:3, 6:1         |
| 2003                                                    | Petra Mandula Patricia Wartusch           | Maret Ani Emmanuelle Gagliardi                | 6:7, 7:6, 6:2    |
| 2004                                                    | Emmanuelle Gagliardi Janette Husárová     | Olga Blahotová Gabriela Navrátilová           | 6:3, 6:2         |
| 2005                                                    | Li Ting Sun Tiantian                      | Michaëlla Krajicek Henrieta Nagyová           | 6:3, 6:1         |
| 2006                                                    | Li Ting (2) Sun Tiantian (2)              | Gisela Dulko Maria Sánchez Lorenzo            | 6:2, 6:2         |
| 2007                                                    | Andreea Ehritt-Vanc Anastassija Rodionowa | Lourdes Domínguez Lino Arantxa Parra Santonja | 6:3, 6:2         |
| 2008                                                    | Marija Kirilenko Flavia Pennetta          | Mervana Jugić-Salkić İpek Şenoğlu             | 6:4, 6:4         |
| ↓ Kategorie: International ↓                            |                                           |                                               |                  |
| 2009                                                    | Raquel Kops-Jones Abigail Spears          | Sharon Fichman Katalin Marosi                 | 2:6, 6:3, [10:5] |
| 2010                                                    | Sorana Cîrstea Anabel Medina Garrigues    | Witalija Djatschenko Aurélie Védy             | 6:1, 7:5         |
| 2011                                                    | Alissa Kleibanowa Galina Woskobojewa      | Eleni Daniilidou Michaëlla Krajicek           | 6:4, 6:2         |
| 2012                                                    | Chuang Chia-jung Zhang Shuai              | Jaroslawa Schwedowa Galina Woskobojewa        | 4:6, 6:1, [11:9] |
| 2013                                                    | Chan Hao-ching Kristina Mladenovic        | Darija Jurak Katalin Marosi                   | 7:63, 6:2        |
| 2014                                                    | Cara Black Sania Mirza                    | Eva Hrdinová Walerija Solowjowa               | 6:4, 6:3         |